# Vyšná Voľa
Vyšná Voľa (ungarisch Felsőszabados – bis 1907 Felsővolya) ist eine Gemeinde im Osten der Slowakei mit 402 Einwohnern (Stand 31. Dezember 2024). Sie gehört zum Okres Bardejov, einem Kreis des Prešovský kraj, und wird zur traditionellen Landschaft Šariš gezählt.

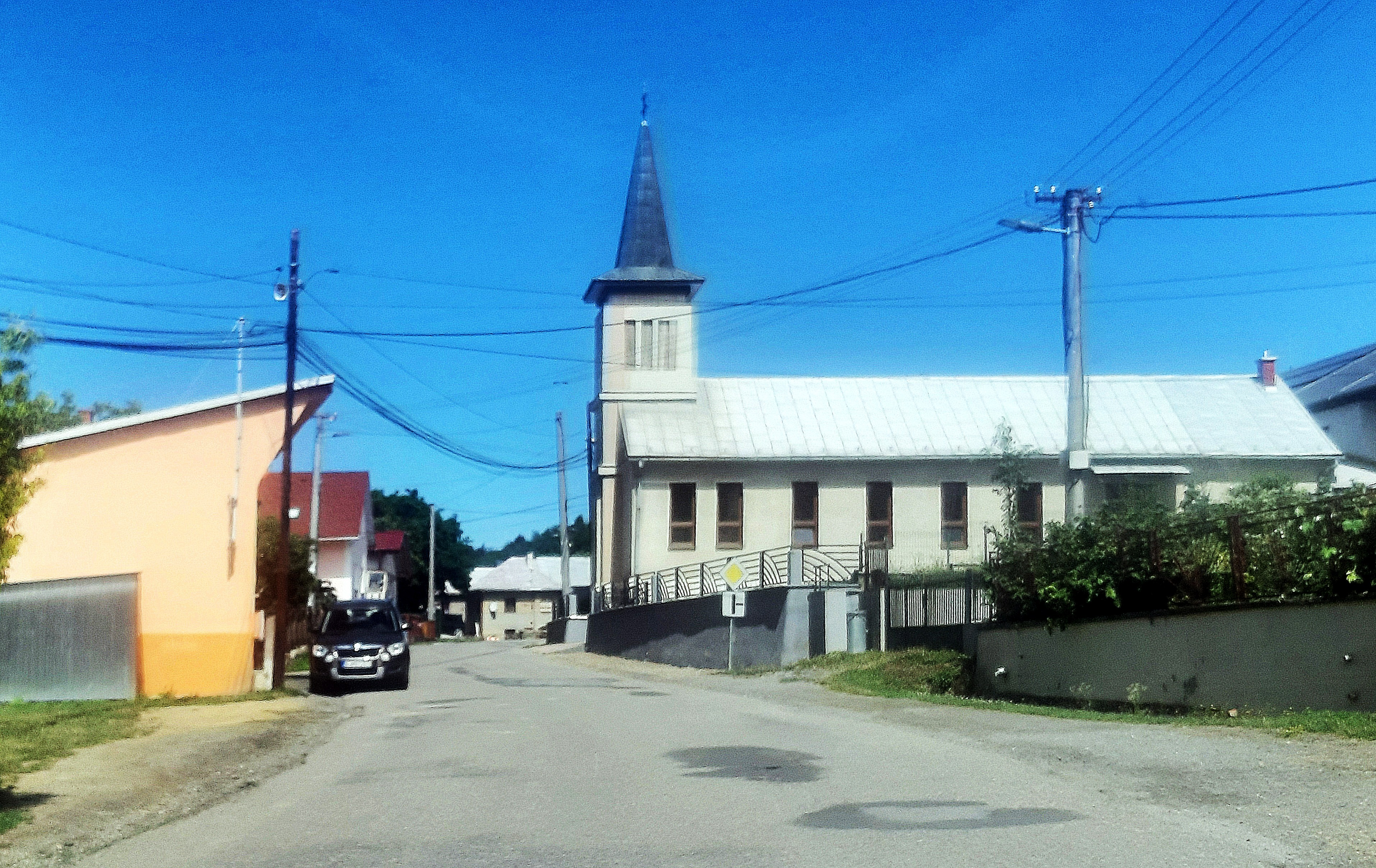
Theresienkirche

## Geographie
Die Gemeinde befindet sich in den Niederen Beskiden, noch genauer im Bergland Ondavská vrchovina, am Bach Černošina im Einzugsgebiet der Topľa. Das Ortszentrum liegt auf einer Höhe von 341 m n.m. und ist 10 Kilometer von Bardejov entfernt (Straßenentfernung).
Nachbargemeinden sind Hrabovec im Norden, Poliakovce im Nordosten und Osten, Hankovce im Südosten, Nižná Voľa im Süden, Rešov im Westen und Lukavica im Nordwesten.

## Geschichte
Vyšná Voľa wurde zum ersten Mal 1310 als Vola erwähnt und war ab dem 15. Jahrhundert Untertanendorf der Stadt Bartfeld.
1787 hatte die Ortschaft 36 Häuser und 279 Einwohner, 1828 zählte man 55 Häuser und 425 Einwohner, die als Landwirte beschäftigt waren. Während der Winterschlacht in den Karpaten 1914/1915 war Vyšná Voľa kurzzeitig durch ein russisches Heer besetzt.
Bis 1918 gehörte der im Komitat Sáros liegende Ort zum Königreich Ungarn und kam danach zur Tschechoslowakei beziehungsweise heute Slowakei. In der Zeit der ersten tschechoslowakischen Republik waren die Einwohner als Landwirte, Weber sowie als Hersteller von Holzwerkzeugen tätig. Nach dem Zweiten Weltkrieg pendelte ein Teil der Einwohner zur Arbeit in Industriebetriebe in Bardejov sowie für den Staatsbetrieb ČSAD, die Ackerböden wurden durch privat agierende Landwirte gepflegt.

## Bevölkerung
| Jahr                | 1994 | 2004    | 2014    | 2024    |
| ------------------- | ---- | ------- | ------- | ------- |
| Anzahl der Personen | 386  | 397     | 398     | 402     |
| Unterschied         |      | +2,84 % | +0,25 % | +1,00 % |

| Jahr                | 2023 | 2024   |
| ------------------- | ---- | ------ |
| Anzahl der Personen | 400  | 402    |
| Unterschied         |      | +0,5 % |

Nach der Volkszählung 2011 wohnten in Vyšná Voľa 392 Einwohner, davon 389 Slowaken sowie jeweils ein Russine und ein Tscheche. Ein Einwohner machte keine Angabe zur Ethnie.
265 Einwohner bekannten sich zur Evangelischen Kirche A. B., 112 Einwohner zur römisch-katholischen Kirche und 10 Einwohner zur griechisch-katholischen Kirche. Ein Einwohner war konfessionslos und bei vier Einwohnern wurde die Konfession nicht ermittelt.

## Bauwerke
- römisch-katholische Kirche Hl. Teresa von Ávila im neoklassizistischen Stil aus den Jahren 1861–69[6]

## Verkehr
Durch Vyšná Voľa führt die Cesta III. triedy 3500 („Straße 3. Ordnung“) zwischen Bardejov (Anschluss an die Cesta II. triedy 545 („Straße 2. Ordnung“)) und Kuková (Anschluss an die Cesta I. triedy 21 („Straße 1. Ordnung“)), die nächsten Bahnanschlüsse sind die Haltestelle Kľušov und der Bahnhof Bardejov an der Bahnstrecke Kapušany pri Prešove–Bardejov.